# ロベルト・コルニエル
ロベルト・コルニエル（Robert Corniel、1995年6月23日 - ）は、ドミニカ共和国サンティアゴ州タンボリル出身のプロ野球選手（投手）。右投右打。

## 経歴

### 来日前
2013年にヒューストン・アストロズと契約してプロ入り。
2018年6月15日にFAとなった。マイナーリーグではA+級ビューズクリーク・アストロズでプレーしたのが最高で、マイナー通算成績は、69試合登板、2勝5敗、防御率4.28。
2019年にドミニカカープアカデミーの所属となった。

### 広島時代
2020年9月29日、育成選手として広島東洋カープに入団。背番号は147、推定年俸は230万円。
2021年3月23日にカープと支配下選手契約を結んだ。6年契約で契約金は10万ドル、推定年俸は8万ドル＋出来高払い。背番号は98。4月1日、対阪神タイガース戦（MAZDA Zoom-Zoom スタジアム広島）、9回表に3番手で初登板。1回2奪三振で失点0に抑えた。5月2日の対阪神タイガース戦（阪神甲子園球場）で球団最速を更新する161km/hを記録。5月18日の対読売ジャイアンツ戦（東京ドーム）で球団記録を更に更新する162km/hを記録。6月20日の対横浜DeNAベイスターズ戦（東京ドーム）では大谷翔平（当時日本ハム）に並ぶ、日本球界最速の165km/hを記録した（同年8月13日に読売ジャイアンツのチアゴ・ビエイラが166km/hを計測し、記録を塗り替えられた）。10月21日の対ヤクルト戦（神宮）では3点ビハインドの5回より登板、2回1安打無失点の好リリーフで味方の逆転を呼び込み、来日初勝利。シーズンは50試合に登板し1勝2敗10ホールド、防御率3.82。シーズン後はウインターリーグのレオネス・デル・エスコヒードに参加した。
2022年は開幕一軍入りするも12試合の登板に終わり、0勝0敗0ホールド（防御率3.52）と結果を残せなかった。10月のフェニックスリーグでは4試合に先発し、翌年の先発転向に備えた。
2023年4月21日の横浜DeNAベイスターズ戦で初先発を果たし、7回2/3を投げて4安打1失点と好投した。6月8日の対日本ハム戦（エスコンフィールド）では7回を3安打2失点に抑え、先発初勝利。シーズン成績は8試合（8先発）1勝4敗、防御率5.10。
2024年は16試合に中継ぎ登板し、防御率2.65を記録。11月25日、2021年に結んだ6年契約を2年残した状態であったが、契約を更新せず退団することが発表された。シーズン後はウインターリーグのレオネス・デル・エスコヒードに参加した。

### メキシカンリーグ時代
2025年1月29日、リーガ・メヒカーナ・デ・ベイスボルのオアハカ・ウォーリアーズと契約を結んだことが発表された。

## 投球スタイル
最速165km/h・平均155km/hのストレートに、スライダーやスプリットを交える。スプリットは最速で150km/hを超える。
2023年の春季キャンプで黒田博樹の助言を受けてツーシームを習得した。

## 詳細情報

### 年度別投手成績
| 年 度     | 球 団     | 登 板 | 先 発 | 完 投 | 完 封 | 無 四 球 | 勝 利 | 敗 戦 | セ 丨 ブ | ホ 丨 ル ド | 勝 率 | 打 者 | 投 球 回 | 被 安 打 | 被 本 塁 打 | 与 四 球 | 敬 遠 | 与 死 球 | 奪 三 振 | 暴 投 | ボ 丨 ク | 失 点 | 自 責 点 | 防 御 率 | W H I P |
| --------- | --------- | ----- | ----- | ----- | ----- | -------- | ----- | ----- | -------- | ----------- | ----- | ----- | -------- | -------- | ----------- | -------- | ----- | -------- | -------- | ----- | -------- | ----- | -------- | -------- | ------- |
| 2021      | 広島      | 50    | 0     | 0     | 0     | 0        | 1     | 2     | 0        | 10          | .333  | 269   | 61.1     | 56       | 8           | 28       | 0     | 3        | 79       | 1     | 0        | 31    | 26       | 3.82     | 1.37    |
| 2022      | 広島      | 12    | 0     | 0     | 0     | 0        | 0     | 0     | 0        | 0           | ----  | 66    | 15.1     | 15       | 2           | 4        | 0     | 1        | 19       | 0     | 0        | 6     | 6        | 3.52     | 1.24    |
| 2023      | 広島      | 8     | 8     | 0     | 0     | 0        | 1     | 4     | 0        | 0           | .200  | 191   | 42.1     | 46       | 2           | 18       | 0     | 2        | 23       | 3     | 1        | 25    | 24       | 5.10     | 1.51    |
| 2024      | 広島      | 16    | 0     | 0     | 0     | 0        | 0     | 0     | 0        | 0           | -     | 71    | 17       | 15       | 1           | 7        | 0     | 0        | 14       | 0     | 0        | 7     | 5        | 2.65     | 1.29    |
| 通算：4年 | 通算：4年 | 86    | 8     | 0     | 0     | 0        | 2     | 6     | 0        | 10          | 0.250 | 597   | 136      | 132      | 13          | 57       | 0     | 6        | 135      | 4     | 1        | 69    | 61       | 4.04     | 1.39    |

- 2024年度シーズン終了時

### 年度別守備成績
| 年 度 | 球 団 | 投手  | 投手  | 投手  | 投手  | 投手  | 投手     |
| 年 度 | 球 団 | 試 合 | 刺 殺 | 補 殺 | 失 策 | 併 殺 | 守 備 率 |
| ----- | ----- | ----- | ----- | ----- | ----- | ----- | -------- |
| 2021  | 広島  | 50    | 6     | 7     | 1     | 1     | .929     |
| 2022  | 広島  | 12    | 2     | 2     | 0     | 0     | 1.000    |
| 2023  | 広島  | 8     | 2     | 7     | 0     | 0     | 1.000    |
| 2024  | 広島  | 16    | 1     | 1     | 1     | 0     | .667     |
| 通算  | 通算  | 86    | 11    | 17    | 2     | 1     | .929     |

- 2024年度シーズン終了時

### 記録
初記録
投手記録
- 初登板：2021年4月1日、対阪神タイガース3回戦（MAZDA Zoom-Zoom スタジアム広島）、9回表に3番手で救援登板・完了、1回無失点
- 初奪三振：同上、9回表に近本光司から空振り三振
- 初ホールド：2021年5月14日、対横浜DeNAベイスターズ7回戦（MAZDA Zoom-Zoomスタジアム広島）、7回表に2番手で救援登板・完了、1回無失点
- 初勝利：2021年10月21日、対東京ヤクルトスワローズ23回戦（明治神宮野球場）、5回裏から3番手で救援登板、2回無失点
- 初先発登板：2023年4月21日、対横浜DeNAベイスターズ1回戦（MAZDA Zoom-Zoom スタジアム広島）、7回2/3を1失点で敗戦投手[11]
- 初先発勝利：2023年6月8日、対北海道日本ハムファイターズ3回戦（エスコンフィールドHOKKAIDO）、7回2失点[18]

打撃記録
- 初打席：2021年4月22日、対東京ヤクルトスワローズ6回戦（MAZDA Zoom-Zoom スタジアム広島）、4回裏に金久保優斗から見逃し三振

### 背番号
- 147（2020年 - 2021年3月22日）
- 98（2021年3月23日 - 2024年）